# Felimida luteorosea
Felimida luteorosea is een slakkensoort uit de familie van de Chromodorididae. De wetenschappelijke naam van de soort is voor het eerst geldig gepubliceerd in 1827 door Rapp.